# Mats Wilander
Mats Wilander (Växjö, 22 agosto 1964) è un allenatore di tennis, ex tennista e commentatore sportivo svedese.
Vincitore di 7 tornei del Grande Slam in singolare e di 1 in doppio, nel 1988 ha chiuso la stagione da numero uno al mondo.

## Biografia
Nato a Växjö, Wilander si è sposato e vive tuttora con la modella di origini sudafricane Sonya Mulholland, da cui ha avuto cinque figli (Emma, Karl, Erik, Oskar e Travis). La famiglia risiede ad Hailey, nell'Idaho, in una tenuta di ottantuno acri. Il figlio Erik è affetto da una rara malattia della pelle chiamata epidermolisi bollosa; per questo Mats e la moglie sono attivi nella raccolta di fondi per la ricerca contro questa malattia.

## Carriera

### 1979-1981: carriera giovanile e primi tornei
Nel 1979 vince i campionati europei under 16 a Båstad e l'Orange Bowl under 16 a Miami, battendo entrambe le volte in finale Henri Leconte, di un anno più grande di lui. Nel 1980 bissa il successo negli europei under 16 a Nizza e, insieme a Joakim Nyström, dà alla Svezia la vittoria nella Sunshine Cup under 18. Nel 1981 vince gli europei under 18 a Serramazzoni, in finale sullo slavo Živojinović, e conquista anche il Roland Garros junior (uniche due prove under 18 disputate nell'anno). Inizia a farsi largo anche tra i professionisti con un terzo turno a Wimbledon, per poi giocare a Bangkok la sua prima finale del Grand Prix.

### 1982-1988: gli anni migliori
Sebbene disputi tornei per professionisti già da due anni è solo nel 1982 che Wilander entra definitivamente nel circuito professionistico. Diviene il più giovane vincitore della storia del Grande Slam, trionfando al Roland Garros, dove batte, tra gli altri, Ivan Lendl, Vitas Gerulaitis, Clerc e, in finale, Vilas. Anche nel resto dell'anno continua a ben figurare, vincendo altri tre tornei del Grand Prix. A fine anno è settimo in classifica Atp. In questo anno è anche protagonista di un memorabile incontro di Coppa Davis contro John McEnroe a St.Louis, terminato dopo 6 ore e 22 minuti di battaglia con la vittoria di McEnroe 9-7 6-2 15-17 3-6 8-6. Si tratta tuttora di uno dei più lunghi match di Coppa Davis mai disputati.
Il 1983 è la stagione della sua definitiva consacrazione come uno dei migliori giocatori del periodo. Torna in finale al Roland Garros, dove cede all'idolo locale Yannick Noah, è nei quarti agli US Open e vince gli Australian Open, sull'erba di Kooyong, battendo John McEnroe in semifinale e Ivan Lendl in finale. Vince in tutto nove tornei del Grand Prix: sei sulla terra e uno su ciascun'altra superficie. A fine anno è solo quarto nella classifica Atp, ma primo in quella del Grand Prix. Porta la Svezia in finale di Coppa Davis vincendo otto singolari su otto, ma i suoi colleghi non gli consentono di sollevare l'insalatiera contro l'Australia di Pat Cash.

Da destra: Wilander finalista al Milan Indoor 1984 vinto dal connazionale Stefan Edberg.

Nel 1984 a Parigi è in semifinale, a New York torna nei quarti e, a fine stagione, rivince gli Australian Open, in finale su Kevin Curren. Si impone in tre tornei del Grand Prix ed è il leader carismatico della Svezia, che trionfa in Coppa Davis, in finale sugli Stati Uniti di McEnroe e Jimmy Connors. È ancora quarto nella classifica Atp di fine anno.
Nel 1985 è per la seconda volta sul trono del Roland Garros, dove batte McEnroe in semifinale e Lendl in finale, come a Melbourne nell'83. Cede in cinque set allo stesso McEnroe la semifinale degli US Open e giunge in finale in Australia, battuto da Stefan Edberg, insieme al quale rivince la Coppa Davis contro la Germania di Boris Becker. Tre i successi nei tornei del Grand Prix. È terzo nella classifica Atp di fine anno.
Nel 1986 conquista per la prima volta il secondo posto nella classifica Atp alle spalle di Ivan Lendl, anche se, a fine anno, sarà ancora terzo. Non brilla nelle prove del Grande Slam, ma vince due tornei del Grand Prix. Per sposarsi diserta la finale di Davis della Svezia in Australia: i suoi colleghi Stefan Edberg e Mikael Pernfors vanno incontro a una clamorosa disfatta.
Nel 1987 centra la doppietta vincente Montecarlo-Roma, giunge in finale al Roland Garros, dove cede di misura a Ivan Lendl. È nei quarti a Wimbledon e, per la prima volta, in finale agli US Open, dov'è ancora Lendl a fermarlo a un passo dal traguardo, come succederà ancora al Masters di New York. In tutto sono cinque le sue vittorie stagionali, a cui si deve aggiungere la Coppa Davis, terza personale, in un'agevole finale con l'India. È nuovamente terzo nella classifica Atp di fine anno.
Il 1988 è l'anno migliore della sua carriera. Inizia l'anno vincendo per la terza volta gli Australian Open, stavolta sul cemento di Flinders Park, dopo una finale maratona con Pat Cash. Mats è l'unico giocatore della storia ad avere vinto il torneo australiano sia sull'erba (due volte) sia sul cemento. Dopo avere conquistato il Lipton a Key Biscayne si aggiudica per la terza volta anche il Roland Garros, dove stronca in semifinale le velleità dell'emergente Andre Agassi e strapazza in finale Leconte. Il suo tentativo di Grande Slam si infrange nei quarti di Wimbledon per mano di Miloslav Mečíř.
Alla vigilia degli US Open è secondo nella classifica Atp, a una manciata di punti da Ivan Lendl che regna ininterrottamente da tre anni. In una fantastica finale di quasi cinque ore i due si giocano, oltre al titolo, anche il primato ed è Mats a prevalere, fornendo una prestazione da vero numero uno. In quell'occasione dichiarò «È stato il match più intenso che io abbia mai giocato; penso di non avere giocato un singolo punto, addirittura un singolo colpo senza avere sempre chiaro in testa l'obiettivo che mi ero prefissato... quello che dovevo fare per battere Ivan. Ho variato tantissimo il gioco, cambiando spesso velocità e rotazione alla palla per dare poco ritmo al mio avversario e ho dovuto fare tutto questo per cinque lunghi set». Conclude la stagione al primo posto Atp e Grand Prix con sei successi pieni, ma non riesce a coronarla con la quarta Coppa Davis, cedendo in finale alla Germania.

### 1989-1996: la decadenza
Dopo avere toccato l'apice l'anno prima, nel 1989 ha inizio il suo declino. Viene eliminato al secondo turno degli Australian Open, cedendo il 30 gennaio il primato nella classifica ATP a Lendl. Disputa una stagione piuttosto negativa e, malgrado i quarti ottenuti sia a Parigi sia a Wimbledon, a fine anno esce dalla top ten, concludendo dodicesimo. Cede ancora la Davis in finale alla Germania. Il 1990 inizia bene, giungendo in semifinale agli Australian Open, dove batte Boris Becker. Tornato brevemente nei top ten salta numerosi tornei per stare vicino al padre malato, che mancherà a maggio. Torna in carreggiata solo a fine stagione, con una finale a Lione e un successo pieno a Itaparica, il 33º della sua carriera.
Nel 1991 gioca fino a giugno, ottenendo come miglior risultato un quarto turno agli Australian Open. Si infortuna al Queen's e, mentre i tempi di convalescenza si prolungano, abbandona momentaneamente il tennis. Dopo avere passato tutto il 1992 senza giocare torna nel 1993 nel circuito in aprile ad Atlanta, dove passa un turno. Si ferma poi fino ad agosto e approda a un buon terzo turno agli US Open. Nel 1994 arriva al quarto turno agli Australian Open e ottiene vari altri discreti risultati, come la semifinale a Pinehurst.
Il 1995 è il suo anno migliore dal ritorno in campo. Conclude la stagione al 45º posto della classifica Atp. Ottime le semifinali estive agli Open del Canada, dove batte Edberg, Ferreira e Kafelnikov, e a New Haven. In precedenza era andato nei quarti al Lipton e al terzo turno a Wimbledon. Nel 1996 gioca la finale a Pinehurst, battuto da Meligeni. Piano piano dirada le sue apparizioni sul circuito. È il suo ultimo anno nel tennis professionistico anche a causa della squalifica di tre mesi per essere risultato positivo a un test anti-doping durante il Roland Garros 1995.

## Riconoscimenti
- Numero 1 della classifica ATP dal 12 settembre 1988 al 29 gennaio 1989 e nei primi dieci giocatori della classifica ATP tra il 12 giugno 1982 e il 18 febbraio 1990.
- Nel 1982 ricevette la Medaglia d'oro dello Svenska Dagbladet, il premio assegnato dal quotidiano Svenska Dagbladet al migliore sportivo svedese dell'anno.
- Nel 2002 è stato introdotto nella International Tennis Hall of Fame.

## Dopo il ritiro
Wilander è stato il capitano del team svedese di Coppa Davis dal 2003 al febbraio del 2010, abbandonando l'incarico a pochi giorni dal match con l'Argentina valevole per il primo turno del World Group. Con lui la Svezia ha raggiunto la semifinale nel 2007 e i quarti nel 2003, 2004 e 2008 e non è mai retrocessa dal World Group.
Wilander oggi è conosciuto anche come buon allenatore: ha seguìto, tra gli altri, Marat Safin e Wayne Ferreira. Si è poi occupato di due francesi, Paul-Henri Mathieu e Tatiana Golovin. Sotto la sua guida Mathieu è arrivato, nell'aprile del 2008, al 12º posto del ranking mondiale. La loro collaborazione è terminata nel settembre del 2008.
Occasionalmente commenta gli incontri di tennis per la rete televisiva Eurosport.

## Stile e caratteristiche
Il gioco di Wilander si basava principalmente sulla resistenza fisica e sulla concentrazione, oltre che su ottime doti tattiche. Molte partite in carriera le ha vinte nel quinto set. Specialista sui campi in terra, in carriera ha vinto anche su superfici veloci, sull'erba dell'Open di Australia e sul cemento dell'US Open.
All'inizio Mats, da sempre in possesso di notevole intelligenza tattica e di una formidabile tenuta atletica e mentale, era soprattutto un grande pedalatore da fondo campo, con il rovescio bimane come da scuola svedese. Con il passare degli anni si è completato, aggiungendo una vasta gamma di possibilità al suo repertorio di base: ha iniziato a tirare il rovescio tagliato a una mano, si è costruito un servizio al passo coi tempi, è nettamente migliorato nel gioco di volo, anche grazie ai tanti tornei di doppio disputati (nel 1986, in coppia con Joakim Nyström, ha vinto Wimbledon).

## Finali disputate nei tornei del Grande Slam (11)

### Vinte (7)
| Anno | Torneo              | Superficie | Avversario in finale | Punteggio               |
| 1982 | Open di Francia     | Terra      | Guillermo Vilas      | 1–6, 7–6, 6–0, 6–4      |
| 1983 | Australian Open     | Erba       | Ivan Lendl           | 6–1, 6–4, 6–4           |
| 1984 | Australian Open (2) | Erba       | Kevin Curren         | 6–7, 6–4, 7–6, 6–2      |
| 1985 | Open di Francia (2) | Terra      | Ivan Lendl           | 3–6, 6–4, 6–2, 6–2      |
| 1988 | Australian Open (3) | Cemento    | Pat Cash             | 6–3, 6–7, 3–6, 6–1, 8–6 |
| 1988 | Open di Francia (3) | Terra      | Henri Leconte        | 7–5, 6–2, 6–1           |
| 1988 | US Open             | Cemento    | Ivan Lendl           | 6–4, 4–6, 6–3, 5–7, 6–4 |

### Perse (4)
| Anno | Torneo              | Superficie | Avversario in finale | Punteggio          |
| 1983 | Open di Francia     | Terra      | Yannick Noah         | 6–2, 7–5, 7–6      |
| 1985 | Australian Open     | Erba       | Stefan Edberg        | 6–4, 6–3, 6–3      |
| 1987 | Open di Francia (2) | Terra      | Ivan Lendl           | 7–5, 6–2, 3–6, 7–6 |
| 1987 | US Open             | Cemento    | Ivan Lendl           | 6–7, 6–0, 7–6, 6–4 |

## Singolare

### Vittorie (33)
| Legenda                     |
| Grande Slam (7)             |
| Year-end Championships (0)  |
| Grand Prix Super Series (8) |
| Grand Prix Tour (18)        |

| Legenda superfici |
| Cemento (9)       |
| Terra (20)        |
| Erba (2)          |
| Carpet (2)        |

| Numero | Data              | Torneo                                            | Superficie  | Avversario in finale | Punteggio                  |
| 1.     | 6 giugno 1982     | Open di Francia, Parigi (1)                       | Terra rossa | Guillermo Vilas      | 1-6, 7–6(6), 6-0, 6-4      |
| 2.     | 18 giugno 1982    | Swedish Open, Båstad (1)                          | Terra rossa | Henrik Sundström     | 6-3, 6-4                   |
| 3.     | 26 settembre 1982 | Geneva Open, Ginevra (1)                          | Terra rossa | Tomáš Šmíd           | 7–5, 4–6, 6–4              |
| 4.     | 10 ottobre 1982   | Torneo Godó, Barcellona (1)                       | Terra rossa | Guillermo Vilas      | 6–3, 6–4, 6–3              |
| 5.     | 28 marzo 1983     | Monte Carlo Masters, Monte Carlo (1)              | Terra rossa | Mel Purcell          | 6–1, 6–2, 6–3              |
| 6.     | 10 aprile 1983    | Portugal Open, Lisbona                            | Terra rossa | Yannick Noah         | 2-6, 7–6(2), 6-4           |
| 7.     | 11 aprile 1983    | Aix-en-Provence Open, Aix-en-Provence             | Terra rossa | Sergio Casal         | 6-3, 6-2                   |
| 8.     | 18 luglio 1983    | Swedish Open, Båstad (2)                          | Terra rossa | Anders Järryd        | 6-1, 6-2                   |
| 9.     | 21 agosto 1983    | Cincinnati Masters, Cincinnati (1)                | Cemento     | John McEnroe         | 6-4, 6-4                   |
| 10.    | 25 settembre 1983 | Geneva Open, Ginevra (2)                          | Terra rossa | Henrik Sundström     | 3–6, 6–1, 6–3              |
| 11.    | 9 ottobre 1983    | Torneo Godó, Barcellona (2)                       | Terra rossa | Guillermo Vilas      | 6–0, 6–3, 6–1              |
| 12.    | 6 novembre 1983   | Stockholm Open, Stoccolma                         | Cemento (i) | Tomáš Šmíd           | 6–1, 7–5                   |
| 13.    | 19 ottobre 1983   | Australian Open, Melbourne (1)                    | Erba        | Ivan Lendl           | 6–1, 6–4, 6–4              |
| 14.    | 26 agosto 1984    | Cincinnati Masters, Cincinnati (2)                | Cemento     | Anders Järryd        | 7–6(4), 6-3                |
| 15.    | 7 ottobre 1984    | Torneo Godó, Barcellona (3)                       | Terra rossa | Joakim Nyström       | 7–6, 6–4, 0–6, 6–2         |
| 16.    | 9 dicembre 1984   | Australian Open, Melbourne (2)                    | Erba        | Kevin Curren         | 6(5)–7, 6–4, 7–6(4), 6-2   |
| 17.    | 9 giugno 1985     | Open di Francia, Parigi (2)                       | Terra rossa | Ivan Lendl           | 3–6, 6–4, 6–2, 6–2         |
| 18.    | 14 luglio 1985    | U.S. Pro Tennis Championships, Boston (1)         | Terra rossa | Martín Jaite         | 6–2, 6–4                   |
| 19.    | 21 luglio 1985    | Swedish Open, Båstad (3)                          | Terra rossa | Stefan Edberg        | 6-1, 6-0                   |
| 20.    | 23 marzo 1986     | Brussels Indoor, Bruxelles (1)                    | Carpet      | Broderick Dyke       | 6–2, 6–3                   |
| 21.    | 24 agosto 1986    | Cincinnati Masters, Cincinnati (3)                | Cemento     | Jimmy Connors        | 6–4, 6–1                   |
| 22.    | 29 marzo 1987     | Brussels Indoor, Bruxelles (2)                    | Carpet      | John McEnroe         | 6–3 6–4                    |
| 23.    | 26 aprile 1987    | Monte Carlo Masters, Monte Carlo (2)              | Terra rossa | Jimmy Arias          | 4–6, 7–5, 6–1, 6–3         |
| 24.    | 17 maggio 1987    | Internazionali d'Italia, Roma                     | Terra rossa | Martín Jaite         | 6–3, 6–4, 6–4              |
| 25.    | 12 luglio 1987    | U.S. Pro Tennis Championships, Boston (2)         | Terra rossa | Kent Carlsson        | 7–6(5), 6–1                |
| 26.    | 19 luglio 1987    | U.S. Men's Clay Court Championships, Indianapolis | Terra rossa | Kent Carlsson        | 7–5, 6–3                   |
| 27.    | 24 gennaio 1988   | Australian Open, Melbourne (3)                    | Cemento     | Pat Cash             | 6–3, 6(3)–7, 3–6, 6–1, 8–6 |
| 28.    | 27 marzo 1988     | Lipton Championships, Key Biscayne                | Cemento     | Jimmy Connors        | 6–4, 4–6, 6–4, 6–4         |
| 29.    | 5 giugno 1988     | Open di Francia, Parigi (3)                       | Terra rossa | Henri Leconte        | 7–5, 6–2, 6–1              |
| 30.    | 21 agosto 1988    | Cincinnati Masters, Cincinnati (4)                | Cemento     | Stefan Edberg        | 3–6, 7–6(5), 7–6(5)        |
| 31.    | 11 settembre 1988 | US Open, New York                                 | Cemento     | Ivan Lendl           | 6–4, 4–6, 6–3, 5–7, 6–4    |
| 32.    | 26 settembre 1988 | Campionati Internazionali di Sicilia, Palermo     | Terra rossa | Kent Carlsson        | 6–1, 3–6, 6–4              |
| 33.    | 11 novembre 1990  | ATP Itaparica, Itaparica                          | Cemento     | Marcelo Filippini    | 6–1, 6–2                   |

### Finali (25)
| Legenda                     |
| Grande Slam (4)             |
| Year-end Championships (1)  |
| Grand Prix Super Series (7) |
| Grand Prix Tour (13)        |

| Numero | Data              | Torneo                                         | Superficie       | Avversario in finale | Punteggio                  |
| 1.     | 14 marzo 1982     | Brussels Indoor, Bruxelles (1)                 | Carpet           | Vitas Gerulaitis     | 4–6, 7–6, 6–2              |
| 2.     | 31 ottobre 1982   | Swiss Indoors, Basilea                         | Cemento          | Yannick Noah         | 6–4, 6–2, 6–3              |
| 3.     | 7 novembre 1982   | Stockholm Open, Stoccolma (1)                  | Cemento (i)      | Henri Leconte        | 7–6, 6–3                   |
| 4.     | 31 gennaio 1983   | Guarujá Open, Guarujá                          | Terra rossa      | José Luis Clerc      | 3-6, 7-5, 6-1              |
| 5.     | 5 giugno 1983     | Open di Francia, Parigi (1)                    | Terra rossa      | Yannick Noah         | 6–2, 7–5, 7–6(3)           |
| 6.     | 25 marzo 1984     | Milano Indoor, Milano                          | Carpet           | Stefan Edberg        | 6–4, 6–2                   |
| 7.     | 16 aprile 1984    | Monte Carlo Masters, Monte Carlo (1)           | Terra rossa      | Henrik Sundström     | 6–3, 7–5, 6–2              |
| 8.     | 5 novembre 1984   | Stockholm Open, Stoccolma (2)                  | Sintetico indoor | John McEnroe         | 6-2 3-6 6-2                |
| 9.     | 17 marzo 1985     | Brussels Indoor, Bruxelles (2)                 | Sintetico        | Anders Järryd        | 6–4, 3–6, 7–5              |
| 10.    | 7 aprile 1985     | Monte Carlo Masters, Monte Carlo (2)           | Terra rossa      | Ivan Lendl           | 6–1, 6–3, 4–6, 6–4         |
| 11.    | 26 agosto 1985    | Cincinnati Masters, Cincinnati                 | Cemento          | Boris Becker         | 6–4, 6–2                   |
| 12.    | 23 settembre 1985 | Geneva Open, Ginevra                           | Terra rossa      | Tomáš Šmíd           | 6–4, 6–4                   |
| 13.    | 23 settembre 1985 | Torneo Godó, Barcellona                        | Terra rossa      | Thierry Tulasne      | 0-6, 6-2, 3-6, 6-4, 6-0    |
| 14.    | 21 ottobre 1985   | Tokyo Indoor, Tokyo                            | Sintetico (i)    | Ivan Lendl           | 6-0 6-4                    |
| 15.    | 9 dicembre 1985   | Australian Open, Melbourne                     | Erba             | Stefan Edberg        | 6–4, 6–3, 6–3              |
| 16.    | 23 febbraio 1986  | Miami Masters, Miami                           | Cemento          | Ivan Lendl           | 3-6, 6-1, 7-6, 6-4         |
| 17.    | 28 luglio 1986    | Swedish Open, Båstad                           | Terra rossa      | Emilio Sánchez       | 7–6(5), 4–6, 6–4           |
| 18.    | 10 novembre 1986  | Stockholm Open, Stoccolma (3)                  | Cemento (i)      | Stefan Edberg        | 6–2, 6–1, 6–1              |
| 19.    | 7 giugno 1987     | Open di Francia, Parigi (2)                    | Terra rossa      | Ivan Lendl           | 7-5 6-2 3-6 7–6(3)         |
| 20.    | 14 settembre 1987 | US Open, New York                              | Cemento          | Ivan Lendl           | 6(7)–7 6-0 7–6(4) 6-4      |
| 21.    | 27 settembre 1987 | Open Seat, Barcellona                          | Terra rossa      | Martín Jaite         | 7–6(5), 6–4, 4–6, 0–6, 6–4 |
| 22.    | 2 dicembre 1987   | Nabisco Masters, New York                      | Sintetico indoor | Ivan Lendl           | 6-2 6-2 6-3                |
| 23.    | 16 luglio 1989    | U.S. Pro Tennis Championships, Boston          | Terra rossa      | Andrés Gómez         | 6–1, 6–4                   |
| 24.    | 22 ottobre 1990   | Open Sud de France, Lione                      | Sintetico        | Marc Rosset          | 6–3, 6–2                   |
| 25.    | 6 maggio 1996     | U.S. Men's Clay Court Championships, Pinehurst | Terra rossa      | Fernando Meligeni    | 6-4, 6-2                   |

## Risultati della carriera nei principali tornei
| Torneo                  | Carriera | 1981 | 1982 | 1983 | 1984 | 1985 | 1986 | 1987 | 1988 | 1989 | 1990 | 1991 | 1992 | 1993 | 1994 | 1995 | 1996 |
| ----------------------- | -------- | ---- | ---- | ---- | ---- | ---- | ---- | ---- | ---- | ---- | ---- | ---- | ---- | ---- | ---- | ---- | ---- |
| Australian Open         | 3        | 1T   | -    | V    | V    | F    | -    | -    | V    | 2T   | SF   | 4T   | -    | -    | 4T   | 4T   | -    |
| Roland Garros           | 3        | -    | V    | F    | SF   | V    | 3T   | F    | V    | QF   | -    | 2T   | -    | -    | 1T   | 2T   | 2T   |
| Wimbledon               | 0        | 3T   | 4T   | 3T   | 2T   | 1T   | 4T   | QF   | QF   | QF   | -    | -    | -    | -    | -    | 3T   | -    |
| U.S. Open               | 1        | -    | 4T   | QF   | QF   | QF   | 4T   | F    | V    | 2T   | 1T   | -    | -    | 3T   | 1T   | 2T   | -    |
| Grande Slam vinte-perse | 144-37   | 2-2  | 13-2 | 18-3 | 16-3 | 17-3 | 8-3  | 16-3 | 25-1 | 10-4 | 5-2  | 4-2  | 0-0  | 2-1  | 3-3  | 4-4  | 1-1  |
| Indian Wells Masters    | 0        | -    | -    | -    | -    | -    | -    | SF   | -    | -    | 1T   | -    | -    | -    | 2T   | 2T   | 1T   |
| Miami Masters           | 1        | -    | -    | -    | -    | -    | F    | QF   | V    | 3T   | -    | -    | -    | -    | 1T   | QF   | 1T   |
| Montecarlo Masters      | 2        | -    | -    | V    | F    | F    | SF   | V    | 2T   | SF   | -    | 2T   | -    | -    | -    | -    | -    |
| Internazionali d'Italia | 1        | -    | SF   | -    | 2T   | SF   | SF   | V    | 3T   | 3T   | -    | 1T   | -    | -    | -    | 1T   | -    |
| Canada Masters          | 0        | -    | -    | -    | -    | -    | -    | -    | -    | -    | -    | -    | -    | -    | -    | SF   | -    |
| Cincinnati Masters      | 4        | -    | -    | V    | V    | F    | V    | 3T   | V    | SF   | 2T   | -    | -    | -    | 1T   | 1T   | -    |
| Masters Parigi          | 0        | -    | -    | -    | -    | -    | -    | -    | -    | -    | 1T   | -    | -    | -    | -    | -    | -    |
| Master Cup              | 0        | -    | 1T   | SF   | SF   | QF   | SF   | F    | RR   | -    | -    | -    | -    | -    | -    | -    | -    |